# María Sol Ordás
María Sol Ordás (n. 24 septembrie 2000, General Pacheco⁠(d), Buenos Aires, Argentina) este o canotoare ce a reprezentat Argentina. A participat la competiții asociate Jocurilor Olimpice în care a câștigat o medalie de aur.